# 太陽王座

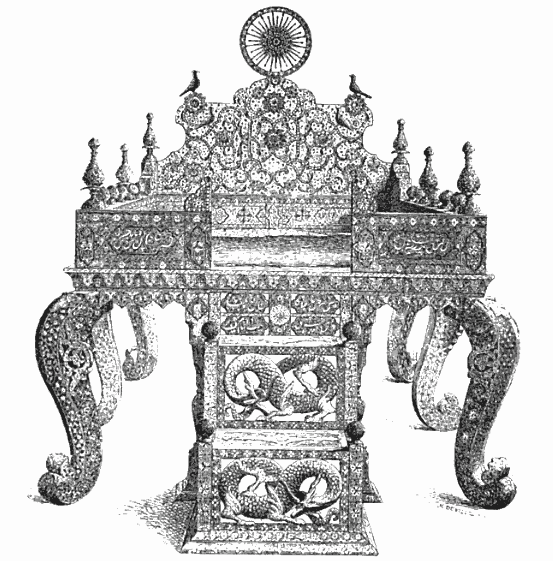
太阳王座图，1892 年

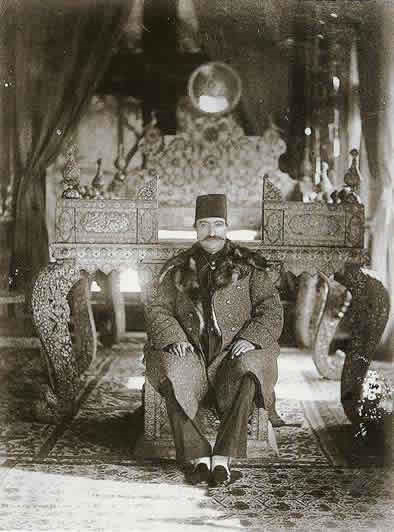
纳赛尔·丁·沙阿 (Naser al-Din Shah) 坐在古勒斯坦宫镜厅太阳王座的台阶上

太阳王座(羅馬化：Takht-e Khurshīd ），也被称为孔雀王座（羅馬化：Takht-e Tāvūs ），是伊朗卡扎爾王朝君主的皇位。它因床头板上的一个光芒四射的太阳圆盘而得名。王座呈平台状，与古列斯坦王宫的大理石王座类似。
除了太陽王座，卡扎爾王朝君主還有一個納德里寶座，製作時間較晚，外观像常見的椅子。
自1980年以来，太陽王座一直陈列在伊朗中央银行。

## 历史

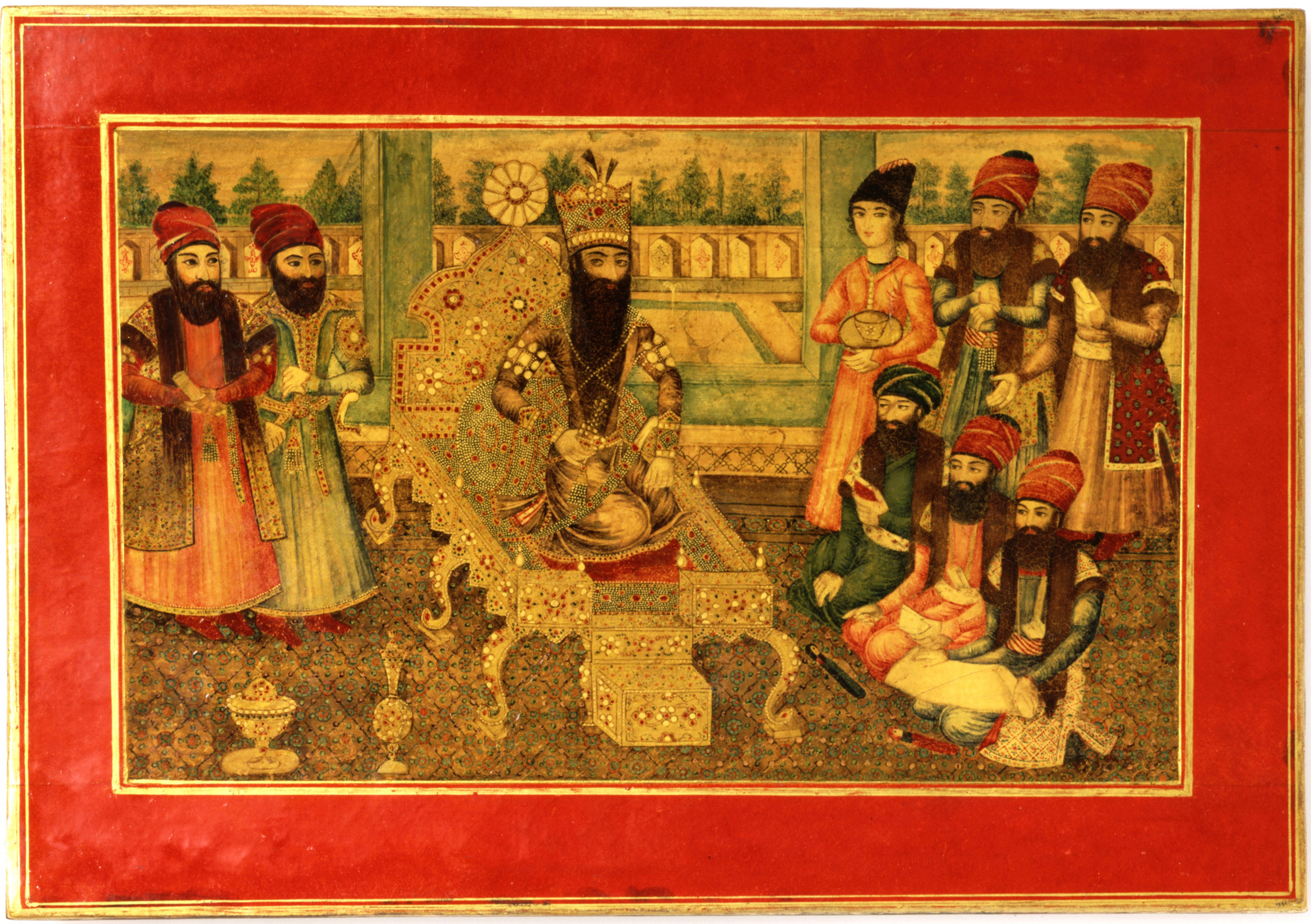
太阳王座上的法塔赫·阿里·沙赫：约约1835的绘画

它是十九世纪初为波斯卡扎尔王朝第二任统治者，法特赫-阿里沙阿 (Fath-Ali Shah Qajar)建造的，从那时起就被用作加冕宝座。他将塔乌斯·哈努姆·泰吉·多勒 (Tavous Khanum Taj ol-Doleh) 作为他的配偶之一。在英语中，她的名字翻译为“孔雀女士”。他们在王位上举行了婚礼，塔乌斯·哈努姆成为了他最喜爱的妻子。由于她的名字，王位后来被命名为“孔雀王座”（羅馬化：Takht-e Tāvūs ）。 还有理论认为，被掠夺的莫卧儿孔雀宝座的一部分被用在太阳王座上，例如腿或其他部分，但没有确凿的证据存在。然而，在转喻意义上，“孔雀王座”一词最初在西方也指的是波斯君主制。
然而，太阳王座上没有一个元素是孔雀。狮子和太阳是波斯古代王权的象征。当国王坐上王位时，他象征着狮子，背后是太阳的象征。而且，国王本人也可以被视为太阳。最后一位沙阿，穆罕默德·礼萨·巴列维，拥有雅利安人之光（Aryamehr）的头衔，这是太阳的另一个含义。
这个王座可能是仿照旧的大理石王座设计的，两者有许多共同的特征。宝座呈凸起平台形状，有两级楼梯通向平台。这些台阶以凶猛生物的寓言为主题。平台周围有金色栏杆，上面刻有古兰经经文。在平台中央，君主将坐在高于地面的座位上。这与古代波斯符号法拉瓦哈（Faravahar） （带翅膀的太阳）有着强烈的含义。王座最初还刻有两只鸟雕塑，位于太阳的两侧，面向太阳。这增加了高高浮动的宝座的象征意义，宝座远离地球，朝向天堂。
十九世纪末，君主开始坐在王座的台阶上，而不是坐在王座的中间。
直到1980年，太阳王座都位于古列斯坦宫的镜厅。 1980 年，伊朗决定将其移至伊朗中央银行的伊朗皇冠珠宝库，目前该藏品就陈列在那里。

## 进一步阅读
- Curzon, George Nathaniel. . London: Longmans, Green & Co. 1892.